# Bitwa pod Preneste
Bitwa pod Preneste – starcie zbrojne, które miało miejsce w roku 82 p.n.e. w czasie tak zwanej I wojny domowej w republikańskim Rzymie (83–82 p.n.e.).
Równocześnie z walkami toczonymi przez Metellusa nad rzeką Aesis, Korneliusz Sulla na czele 40 000 armii wyruszył w kierunku Rzymu. Podczas marszu w okolicy Preneste (Palestrina), doszło do spotkania z armią drugiego konsula Gajusza Mariusza Młodszego. Armia Mariusza stanęła niedaleko miejscowości Sakriportus, przygotowując się do bitwy.
Atak wojsk Sulli wyparł żołnierzy Mariusza z ich linii pod Sakriportis. Część oddziałów Mariusza od razu przeszła na stronę zwycięzców. Pozostali wraz z konsulem rozpoczęli ucieczkę do Preneste, ścigani przez Sullę. Widząc rozwój sytuacji, mieszkańcy miasta wciągnęli konsula na linie na mury, bramy pozostawiając zamknięte. Pozostali pod murami miasta żołnierze Mariusza stali się wówczas łatwym celem sił Sulli, które urządziły tu prawdziwą masakrę. Tysiące żołnierzy poległo, głównie Samnitów, wielu zaś trafiło do niewoli. Po zwycięstwie miasto zostało oblężone przez oddziały Lukrecjusza Ofellii, Sulla zaś kontynuował marsz na Rzym.